# 死にたい
死にたい（しにたい）は、日本語の動詞「死ぬ」に願望を表す助動詞「-たい」を付けた形であり、発言者自身、あるいは動作主自身が自らの死を望むという意味の日本語表現である。希死念慮や抑鬱の気分を表現したもの。

## 概要
希死念慮は、自殺念慮や自殺へと進む前の段階で、「死にたい」は、希死念慮を抱いている段階の人々の中でも使用頻度が高い言葉である。また、自殺行動との関連においては「死にたい」という言葉に加えて、「自殺したい」や「消えたい」といった言葉も使用頻度が高い。
若年者によって、SNSに投稿されることが多い言葉だとされる。国立精神・神経医療研究センター部長の松本俊彦によれば、一人で悩むと自殺のリスクは最も高いが、SNSに投稿することで辛さを理解してほしい、助けてほしいという信号を発している。日本では1998年と2016年とを比較すると、他の年代では減少しているが、10代以下の自殺が減少していない。
2011年にはインターネット事業者からなる「検索サービスの健全な発展に関する研究会」が発足しており、各省庁も協力している。検索サイトで「死にたい」といった言葉を検索すると、相談機関への連絡先が表示されるようになっており、厚生労働省もメールやSNSを使った相談を可能とする体制を整えていっている。
2010年に断酒会が107人にアンケート調査を行ったところ、人生でもっとも自殺を考えるようになった時期に、半数以上が消えてしまいたいと考え、死にたいと考えた者は4割。自殺の計画を立てたり行動を起こした者は全体の約2割強であった。
立教大学准教授の中森弘樹は、「死にたい」という言葉そのものが、コミュニケーションにおける一種の媒体となっているという仮説を唱えている。

## SNS利用と自殺

### Twitterと自殺行動
2015年にTwitterを対象として日本で行われた研究では、日本人の参加者14,529人の中でTwitterアカウントを持っているのは56.1%、毎日ツイートをしているのは全体の26.9%、生涯のうちに「死にたい」とツイートをしたことがあるのは7.7%、生涯のうちに「自殺したい」とツイートしたことがあるのは2.5%だった。
しかし、総務省が発表している情報通信白書によれば、日本のTwitterユーザーは若年層に多く、実際、この研究においても若年層の割合が高いことは留意する必要がある。

#### 「死にたい」と「自殺したい」の差
「死にたい」、「自殺したい」とツイートすることが、自殺念慮や自殺行動(自傷行為、自殺念慮、自殺計画、自殺未遂)と大きく関連していることが分かっている。更に、「死にたい」というツイートよりも「自殺したい」というツイートの方がより強く自殺行動と関連しており、Twitterアカウントを持っていることと毎日ツイートすることは自殺行動と関連していないとしている。

##### 性差
男性は助けが必要であることを表明したり、 精神的健康上の 問題で助けを求めたりする可能性が低い一方で、日本のTwitter上では例外的に「自殺したい」とツイートする人の割合は、男性の方が女性よりも有意に高い。

### 「消えたい」と自殺
2020年に行われた研究では、「消えたい」というツイートと自殺による死亡には45歳未満で強い正の相関があった。逆に、65歳以上では強い負の相関があることがわかったが、65歳以上では退職者が多く現役世代とは自殺のタイミングに大きな差があるため、これは擬似相関である可能性があり、必ずしも「消えたい」との因果関係を示唆するわけではないとしている。また、「消えたい」という投稿の増加と自殺者数の増加に明らかな相関が認められたのは事実だとしても、例えばSNS上での自殺念慮に関連する表現がウェルテル効果を示し、SNSでの活動自体が、結果的に全体の自殺者数の増加に繋がっている可能性もあるため、「消えたい」とツイートすることと本人の自殺の危険性に関して、必ずしも因果関係を認めることはできないとしている。

#### 曜日との関連
「消えたい」という言葉が使用される頻度は、深夜においては日曜日と月曜日の夜に最も高く、週の経過とともに減少し、金曜日の夜に最も低くなる。また、土曜日の昼間は「消えたい」というツイートは顕著に少なくなる。

#### 時間帯との関連
Dzogangらの研究によれば、Twitterにおいて、否定的な感情を示すツイートの数は、午前3時から午前4時の間にピークに達するが、それを裏付けるように「消えたい」というツイートの数も、深夜時間帯(午前1時から午前5時まで)に急激にピークに達する。

## 対応
「死にたい」という気持ちを打ち明けられた時の対応としては、一般に話を止めずに傾聴して聞き、相談してくれたことを肯定することだとされる。医師であれば、死にたいという気分が病的な水準であるかを評価し、そうであれば精神科に紹介することもできる。

## 治療
抗うつ薬のケタミン（英: Ketamine）は、自殺念慮を投与後1時間以内に低下させ、その効果が1週間にわたり継続したとの研究があるが、長期の安全性と実際の自殺リスクの減少については、未だに研究が不足している。